# Александрс Колінько
Александрс Колінько (латис. Aleksandrs Koļinko, нар. 18 червня 1975, Рига) — латвійський футболіст, що грав на позиції воротаря. По завершенні ігрової кар'єри — футбольний тренер.
Виступав, зокрема, за клуби «Сконто», «Крістал Пелес» та «Рубін», а також національну збірну Латвії.

## Клубна кар'єра
У дорослому футболі дебютував 1994 року виступами за команду клубу «Сконто-Металс», в якій провів два сезони, взявши участь у 47 матчах чемпіонату. 
Своєю грою за цю команду привернув увагу представників тренерського штабу основної команди «Сконто», до складу якої приєднався 1996 року. Відіграв за ризький клуб наступні чотири сезони своєї ігрової кар'єри. Відзначався досить високою надійністю, пропускаючи в іграх чемпіонату в середньому менше одного голу за матч.
У 2000 році уклав контракт з клубом «Крістал Пелес», у складі якого провів наступні три роки своєї кар'єри гравця. Більшість часу, проведеного у складі «Крістал Пелес», був основним голкіпером команди.
Протягом 2003—2004 років захищав кольори команди клубу «Ростов».
З 2005 року три сезони захищав кольори команди клубу «Рубін». Граючи у складі казанського «Рубіна» також здебільшого виходив на поле в основному складі команди.
Згодом з 2009 по 2015 рік грав у складі команд клубів «Олімпс», «Динамо» (Бухарест), «Вентспілс», «Спартак-Нальчик» та «Балтика».
Завершив професійну ігрову кар'єру у клубі «Спартакс» (Юрмала), за команду якого виступав протягом 2015 року.

## Виступи за збірну
У 1997 році дебютував в офіційних матчах у складі національної збірної Латвії. Протягом кар'єри у національній команді, яка тривала 19 років, провів у формі головної команди країни 94 матчі, пропустивши 134 голи.
У складі збірної був учасником єдиного в історії латвійської збірної великого турніру — чемпіонату Європи 2004 року в Португалії.

## Кар'єра тренера
Розпочав тренерську кар'єру відразу ж по завершенні кар'єри гравця, 2015 року, очоливши тренерський штаб клубу «Спартакс» (Юрмала).

## Титули і досягнення
Гравець
- Чемпіон Латвії (5):

«Сконто»: 1996, 1997, 1998, 1999, 2000
- Володар Кубка Латвії (3):

«Сконто»: 1997, 1998, 2000
- Переможець Балтійського кубка (1):

«Вентспілс»: 2009-10
- Футболіст року в Латвії: 2006, 2014
- Найкращий воротар Чемпіонату Латвії: 1997, 1999, 2000

Тренер
- Чемпіон Латвії (1):

«Спартакс»: 2016